# Otto VII. (Tecklenburg)
Otto VII. von Tecklenburg († nach 1452) war von 1426 bis 1452 Graf von Tecklenburg.

## Leben
Otto VII. wurde als einziger Sohn von Graf Nikolaus II. von Tecklenburg und Anna von Moers, Tochter von Graf Friedrich III. von Moers, geboren.
Nach dem Tod des Vaters folgte Otto VII. ihm als Graf von Tecklenburg. Er regierte wie der Vater und führte ständig Fehden, um die Verluste seines Vaters rückgängig machen. Dies misslang ihm und er verschuldete sich weiter. Der Niedergang der Grafschaft wurde dadurch beschleunigt.
Otto VII. starb um 1450.

## Ehe und Nachfahren
Otto VII. heiratete um 1428 Ermengard von Hoya-Nienburg, Tochter des Grafen Erich I. von Hoya. Aus dieser Ehe stammten
- Nikolaus III. († 1508)
- Adelheid († 1477), verheiratet (1453) mit Gerhard IV. von Oldenburg († 1500)

Nach dem Tod Ermengards heiratete Otto VII. Aleidis von Plesse, Tochter von Gottschalk VIII. von Plesse. Aus dieser zweiten Ehe stammte
- Otto VIII. († 1493)
- Marie († 1527), Äbtissin von Freckenhorst
- Anna († 1508), Äbtissin von Gerresheim